# Aires protégées de Sardaigne

Aires protégées de Sardaigne

Les aires naturelles protégées de Sardaigne comprennent trois parcs nationaux et divers parcs régionaux, réserves naturelles et zones diverses.
Le territoire représente une importante ressource pour la Sardaigne. La loi legge quadro n. 31 du 7 juin 1989 définit la finalité et les modalités des institutions et de gestion des aires naturelle à protéger en désignant 8 parcs régionaux, 60 aires protégées , 24 monuments naturels et 16 aires d'intérêt naturalistiques ainsi que des Oasis protégés de la WWF.

## Parcs nationaux
Trois parcs nationaux :

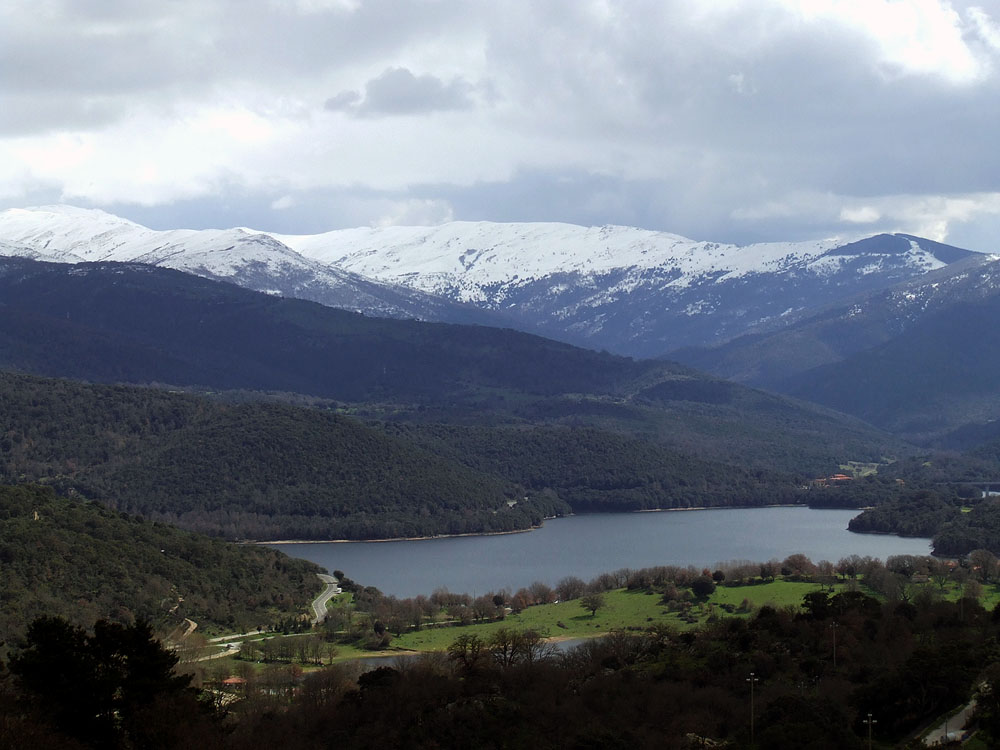
Vue du Gennargentu.

- Parc national de l'archipel de La Maddalena (Parco nazionale Arcipelago di La Maddalena);
- Parc national de l'Asinara;
- Parc national du Gennargentu (Parco nazionale del Golfo di Orosei e del Gennargentu).

## Parcs régionaux

Parcs régionaux en monuments naturels non effectifs

Il était prévu 9 parcs régionaux ainsi que 9 zones d'intérêts naturalistique. Malheureusement la majeure partie n'est pas encore opérationnelle).
Après 1989 deux parcs régionaux ont été ajoutés aux 9 originaires :
- Parco naturale regionale di Porto Conte
- Parco naturale regionale Molentargius - Saline

Parcs définis par la loi régionale numéro 31 de 1989, mais non encore effectifs :
- Parc du Limbara
- Parc du Marghine - Goceano
- Parc du Sinis - Montiferru
- Parc du mont Arci
- Parc de la Giara de Gesturi
- Parc du monnt Linas - Marganai
- Parc de Sette Fratelli - Monte Genis
- Parc du Sulcis

## Aires réserves naturelles marines
5 zones marines protégées en Sardaigne:
- Area naturale marina protetta Capo Cacca - Isola Piana
- Area naturale marina protetta Capo Carbonara
- Area marina protetta Isola dell'Asinara
- Area marina protetta Penisola del Sinis - Isola Mal di Ventre
- Area naturale marina protetta Tavolara - Punta Coda Cavallo

- Santuario per i mamiferi marini, qu'occupe une partie de la mer Méditerranée et qui concerne les régions italiennes (Ligurie, Toscane et Sardaigne), la France et la principauté de Monaco.

## Zones humides selon la convention de Ramsar
- Peschiera di Corru S'Ittiri - Étang San Giovanni et Marceddì
- Étang de Cabras (Stagno di Cabras)
- Étang de Mistras (dStagno di Mistras)
- Étang de  Pauli Maiori (Stagno di Pauli Maiori)
- Étang de  S'Ena Arrubia (Stagno di S'Ena Arrubia)
- Étang de  Cagliari (Stagno di Cagliari)
- Étang de  Sale 'e Porcus (Stagno di Sale 'e Porcus)
- Étang de  Molentargius(Stagno di Molentargius)

## Monuments naturels

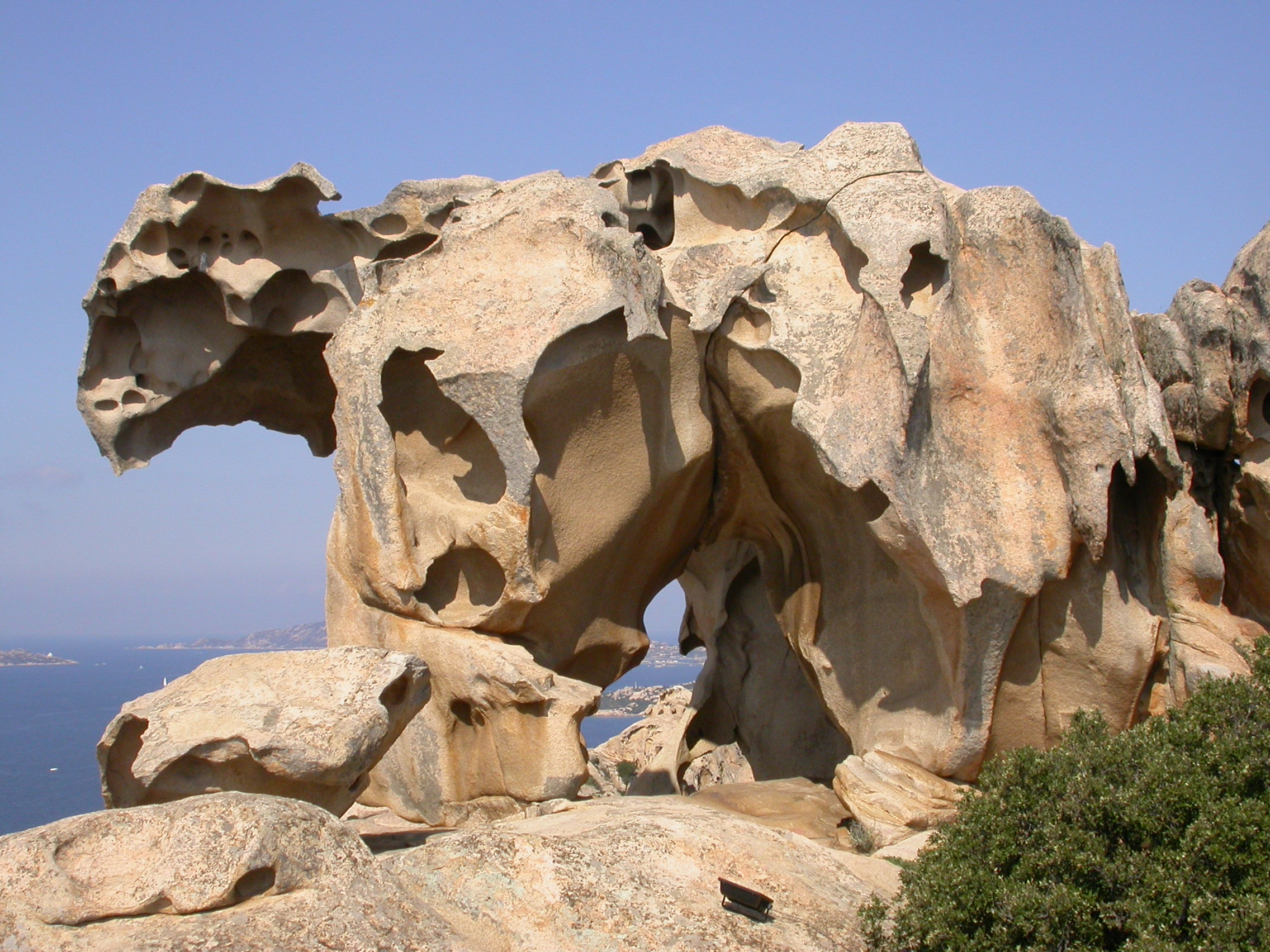
Palau - Capo d'Orso.

- Monumento naturale Su Sterru (Il Golgo) (décret n. 3110 du 12 février 1993)
- Monumento naturale Domo Andesitico di Acquafredda (décret n. 3111 du 12 février 1993)
- Monumento naturale Punta Goloritze (décret n. 3112 du 12 février 1993)
- Monumento naturale Perda Longa di Baunei (décret n. 3113 du 12 février 1993)
- Monument naturel Orso di Palau (décret n. 702 du 29 avril 1993)
- Monumento naturale S'Archittu di Santa Caterina (décret n. 703 du 29 avril 1993)
- Monument naturel  Le Colonne (décret n. 704 du 29 avril 1993)
- Monumento naturel Perda 'e Liana (décret n. 705 du 29 avril 1993)
- Monumento naturale Pan di Zucchero Faraglioni di Masua (''Pan di Zucchero'', ''Il Morto'', ''S'Agusteri'') (décret n. 706 du 29 avril 1993)
- Monumento naturale Texile di Aritzo (décret n. 707 du 29 avril 1993)
- Monumento naturale crateri vulcanici del Meilogu - Monte Annaru (décret n. 18 du 18 janvier 1994)
- Monumento naturale Monte Pulchiana (décret n. 19 du 18 janvier 1994)
- Monumento naturale Su Suercone (décret n. 20 du 18 janvier 1994)
- Monumento naturale Scala di San Giorgio di Osini (décret n. 21 du 18 janvier 1994)
- Monumento naturale Olivastri di Santa Maria Navarrese (décret n. 22 du 18 janvier 1994)
- Monumento naturale Basalti Colonnari di Guspini (décret n. 23 du 18 janvier 1994)
- Monumento naturale Tassi di Sos Niberos (décret n. 24 du 18 janvier 1994)
- Monumento naturale Canal Grande di Nebida (décret n. 35 du 21 janvier 1997)
- Monumento naturale Sorgenti Su Cologone di Oliena (décret n. 845 du 5 décembre 1998)
- Monumento naturale Sa Preta Istampata (decreto n. 53 del 23 luglio 2008)
- Monumento naturale S'Ortu Mannu (décret n. 73 du 19 septembre 2008)
- Monumento naturale Muru Cubeddu (décret n. 83 du 26 septembre 2008)

.
Monuments naturels (loi régionale 31/1989, mais non encore effectifs :
- Arco dell'Angelo
- Colata basaltica su graniti di Gollei
- Valle scistosa del Rio Pardu
- Tronchi fossili di Zuri - Soddì
- Grotte litoranee di Baunei e Dorgali
- Vette dei Sette Fratelli

## Réserves naturelles
- Capo Testa
- Mont Russu
- Berchida et Bidderosa
- Lac de mont Pranu

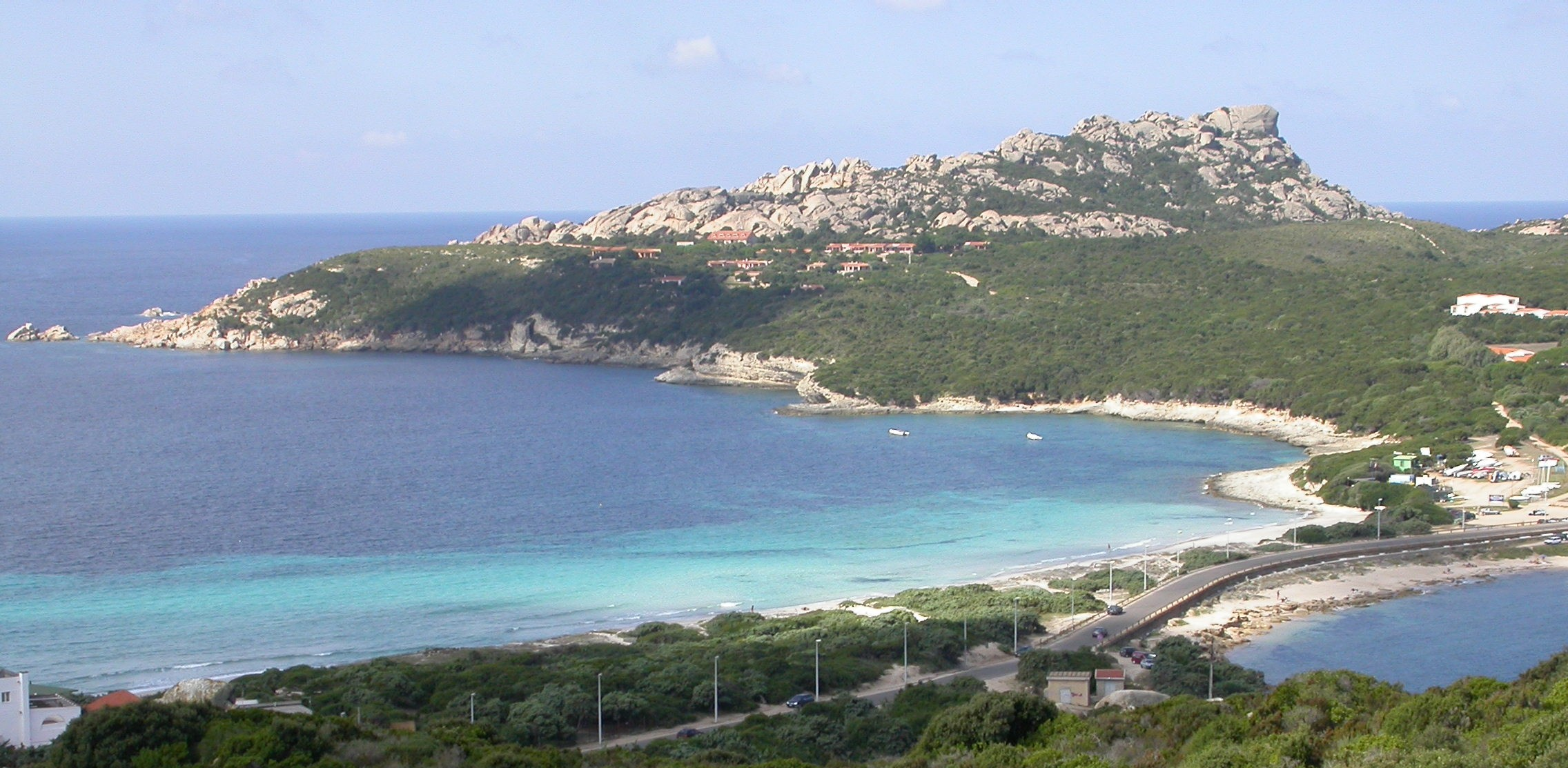
Santa Teresa di Gallura - Capo Testa.

- Isola Rossa di Trinità d'Agultu e Vignola
- Cap Figari et Figarolo
- Cap Falcone
- Piana dei Grandi Sassi
- Monte Pinu di Telti
- Étang de Pilo
- Étang de Platamona
- Ginepreto di Platamona
- Punta s'Untulzu
- Étang de  San Teodoro et Étangs de Budoni
- Mont Nieddu
- Port Palmas et Punta Lu Caparoni
- Lac de Baratz
- Tepilora
- Étangs de Posada
- Étangs de  Calich
- Mont Albo
- Mont Senes
- Cap Marrargiu
- Vallée du Temo
- Mont Ortobene
- Palude di Osalla
- Corona Niedda - Capo Nieddu'e Foghe
- Isola di Mal di Ventre et Scoglio del Catalano
- Étang de Orrì
- Mont Ferru di Tertenia
- Mont Arcuentu et Rio Piscinas
- Lac Mulargia
- Serra e'Mari
- Étang de Murtas et S'Acqua Durci
- Cap Pecora
- Sa Praia et vecchie Foci del Flumendosa
- Spiaggia e Stagni di Colostrai
- Costa di Nebida
- Île San Pietro (Isola di San Pietro), Piana, dei Ratti, del Corno
- Pointe de l'Aligia
- Barbusi
- Cap Sant'Elia
- Lac de mont Pranu
- Étang de Nòtteri
- Île Serpentara et Île des Cavoli
- Port Pino
- Ile del Toro et della Vacca
- Isola Rossa et Capo Teulada
- Capo Spartivento et Étang de Chia
- Foresta demaniale di Montes

## Aires d'intérêt naturalistique
- Mont Moro di Olbia
- Fiordo di Cugnana
- Mont Minerva di Villanova Monteleone
- Foresta Burgos
- Mularza Noa di Bolotana
- Foresta di Badde 'e Salighe
- Sant'Antonio di Macomer
- Foresta de Ispuligi de Nie
- Spiaggia di Is Aruttas
- S'Istampu e'Turrunu
- Dune di Torre dei Corsari
- Sa Spendula di Villacidro
- Foresta di Tuviois di Sinnai
- Grotte di San Giovanni
- Grotta di Santa Barbara
- Bidda Mores

## Oasis LIPU et WWF
- Oasi di Carloforte,
- Oasi del Monte Orriolu
- Riserva di Monte Arcosu, gestion WWF[4]
- Oasi dell'Isola di Razzoli
- Oasi delle Steppe Sarde, gestion WWF[5]

## Sources
- (it) Cet article est partiellement ou en totalité issu de l’article de Wikipédia en italien intitulé « Aree naturali protette della Sardegna » (voir la liste des auteurs).